# Ајхтал
Ајхтал (њем. Aichtal) град је у њемачкој савезној држави Баден-Виртемберг. Једно је од 44 општинска средишта округа Еслинген. Према процјени из 2010. у граду је живјело 9.833 становника. Посједује регионалну шифру (AGS) 8116081.

## Географија
Ајхтал се налази у савезној држави Баден-Виртемберг у округу Еслинген. Град се налази на надморској висини од 311 метара. Површина општине износи 23,6 km².

## Становништво
У самом граду је, према процјени из 2010. године, живјело 9.833 становника. Просјечна густина становништва износи 416 становника/km².

## Међународна сарадња
| Мјесто | Држава    | Врста сарадње | Од    |
| ------ | --------- | ------------- | ----- |
| Шимег  | Мађарска  | партнерство   | 1990. |
|        | Француска | пријатељство  | 2000. |
| Извор  |           |               |       |